# Stefania Piazzo
Stefania Piazzo (Este, 9 dicembre 1964) è una giornalista italiana.

## Biografia
Nata a Este in Veneto nel 1964 ma cresciuta a Cremona, entra nella Lega Nord poco dopo la sua fondazione e dal 1992 al 1997 si occupa della comunicazione del partito, nel 1997 entra nella redazione de la Padania (tranne per un breve periodo che passa al settimanale Il Federalismo) nell'anno della sua fondazione entrando come caporedattore centrale, il 2 gennaio 2012 diventa direttore del giornale in seguito alle dimissioni di Leonardo Boriani il 30 dicembre 2011, il 25 ottobre dello stesso anno si dimette con il motivo di "dimissioni irrevocabili"
.
Animalista convinta, nel 2011 ha ricevuto il sostegno della Lega nazionale per la difesa del cane per le sue innumerevoli denunce contro i "canili lager".
Dal 2014 dirige il quotidiano on-line "del Lombardo-Veneto" L'Indipendenza Nuova che ha posizioni molto critiche contro la Lega Nord attuale e si rifà all'indipendentismo padano. Dall'aprile 2020 è anche direttrice del quotidiano on-line La Nuova Padania, anch'esso vicino all'indipendentismo padano.